# İrina Netreba
İrina Petrovna Netreba (ukrainisch Ірина Петрівна Нетреба Iryna Petriwna Netreba, russisch Ирина Петровна Нетреба Irina Petrowna Netreba; * 26. April 1991 in Lwiw, Ukraine) ist eine aserbaidschanische Ringerin, die zu Beginn ihrer Karriere für die Ukraine startete. Sie wurde 2014 Vize-Europameisterin in der Gewichtsklasse bis 58 kg Körpergewicht.

## Werdegang
Irina Netreba wurde in der Ukraine geboren und startete bis 2009 für dieses Land bei internationalen Meisterschaften. Seit dem Jahre 2012 geht sie für Aserbaidschan an den Start und gehört nunmehr dem Sportclub Ataspor Baku an. Trainiert wird sie dort von Ruslan Sawlochow und Yagub Mahmadow. Sie ist Studentin und ringt seit 2004. In den Jahren 2010 und 2011 war sie wegen des Wechsels der Nationalität für internationale Wettkämpfe gesperrt.
Als Juniorin war sie schon sehr erfolgreich und gewann bei Junioren-Welt- und -Europameisterschaften in den Jahren 2007 bis 2009 insgesamt fünf Medaillen. 2008 wurde sie in Daugavpils Junioren-Europameisterin in der Altersgruppe „Cadets“ (bis zum 17. Lebensjahr) in der Gewichtsklasse bis 65 kg. Im gleichen Jahr wurde sie in Kosice auch Junioren-Europameisterin in der Altersgruppe „Juniors“ (bis zum 20. Lebensjahr) in der Gewichtsklasse bis 67 kg.
2008 startete sie für die Ukraine auch bei einer Weltmeisterschaft der Damen. Sie kam dabei in Tokio in der Gewichtsklasse bis 63 kg nach einem Sieg über Geetika Jachar, Indien und einer Niederlage gegen Justine Bouchard aus Kanada auf den 9. Platz.
2012, nach ihrem Wechsel nach Aserbaidschan, erhielt sie die Chance, sich in Sofia in der Gewichtsklasse bis 63 kg für die Teilnahme an den Olympischen Spielen in London zu qualifizieren. Sie kam in Sofia nach einer Niederlage gegen Aline Focken aus Deutschland, die ihr Ausscheiden aus diesem Turnier zur Folge hatte, aber nur auf den 13. Platz und verpasste damit die Qualifikation. Sie wurde in diesem Jahr auch nicht bei der Europameisterschaft und der Weltmeisterschaft eingesetzt.
Das war dann 2013 der Fall. Allerdings verlor Irina Netreba bei der Europameisterschaft in Tiflis in der Gewichtsklasse bis 59 kg gleich ihren ersten Kampf gegen Tatjana Lawrentschuk aus der Ukraine, womit sie ausschied und auf dem 9. Platz landete. Nicht viel besser erging es ihr bei der Weltmeisterschaft dieses Jahres in Budapest, wo sie in der Gewichtsklasse bis 63 kg an den Start ging. Sie kam dort zu einem Sieg über Katherine Vidiaux Lopez aus Kuba, verlor aber ihren nächsten Kampf gegen Jackeline Rentería Castillo aus Kolumbien, womit sie ausschied und den 12. Platz belegte.
Bei der Europameisterschaft 2014 in Vantaa/Finnland gewann sie dann in der neuen Gewichtsklasse bis 58 kg ihre erste Medaille im Seniorenbereich. Sie schlug dort Wiktoria Bobewa, Bulgarien und Anastassia Huchok aus Weißrussland und erreichte damit schon das Finale, in dem sie dann der Russin Walerija Scholobowa (Koblowa) unterlag.

## Internationale Erfolge
| Jahr | Platz | Wettbewerb                                    | Gewichtsklasse | Ergebnisse |
| 2007 | 3.    | Junioren-EM (Cadets) in Warschau              | bis 65 kg      | |
| 2008 | 1.    | Junioren-EM (Cadets) in Daugavpils            | bis 65 kg      | vor Walerija Lasinskaja, Russland und Maria Selmaier, Deutschland |
| 2008 | 1.    | Junioren-EM in Kosics                         | bis 67 kg      | vor Karin Stingelin, Schweiz, Stefanie Maierhofer, Österreich und Natalja Lauschkina, Russland                                                                         |
| 2008 | 9.    | WM in Tokio                                   | bis 63 kg      | nach einem Sieg über Geetika Jachar, Indien und einer Niederlage gegen Justine Bouchard, Kanada                                                                        |
| 2009 | 9.    | EM in Vilnius                                 | bis 63 kg      | nach einer Niederlage gegen Stefanie Stüber, Deutschland |
| 2009 | 3.    | Junioren-EM in Tiflis                         | bis 67 kg      | hinter Anastasia Bratschikowa, Russland und Sanne Hernodh, Schweden |
| 2009 | 5.    | Junioren-WM in Ankara                         | bis 63 kg      | nach Siegen über Maria Selmaier, Scharchüügiin Tümentsetseg, Mongolei und Jang Eun-sil, Südkorea und Niederlagen gegen Henna Johansson, Schweden und Ayaka Sato, Japan |
| 2012 | 2.    | „Yasar-Dogu“-Memorial in Ankara               | bis 63 kg      | hinter Elif Jale Yesilirmak, Türkei |
| 2012 | 13.   | Olympia-Qualif.-Turnier in Sofia              | bis 63 kg      | nach einer Niederlage gegen Aline Focken, Deutschland |
| 2012 | 8.    | Welt-Cup in Tokio                             | bis 59 kg      | Siegerin: Li Hui, China, vor Michelle Fazzari, Kanada |
| 2012 | 3.    | Golden-Grand-Prix in Baku                     | bis 59 kg      | hinter Yui Sakano, Japan und Hanna Wassylenko, Ukraine |
| 2013 | 1.    | Dan Kolow & Nikola Petrow-Memorial in Plowdiw | bis 59 kg      | vor Mimi Christowa, Bulgarien und Joice Souza da Silva, Brasilien |
| 2013 | 2.    | Alexander-Medwed-Preis in Minsk               | bis 59 kg      | hinter Julia Ratkewitsch, Aserbaidschan, vor Lilufar Gadajewa, Usbekistan und Tatjana Lawrentschuk                                                                     |
| 2013 | 9.    | EM in Tiflis                                  | bis 59 kg      | nach einer Niederlage gegen Tajana Lawrentschuk |
| 2013 | 3.    | Austria-Ladies-Open                           | bis 59 kg      | hinter Julia Ratkewitsch und Michelle Fazzari |
| 2013 | 3.    | Universiade in Kasan                          | bis 63 kg      | hinter Sorondsonboldyn Battsetseg, Mongolei und Maria Ljulkowa, Russland                                                                                               |
| 2013 | 7.    | "Wacław-Ziółkowski-Memorial in Spała          | bis 63 kg      | Siegerin: Maria Mamaschuk, Weißrussland vor Monika Ewa Michalik, Polen                                                                                                 |
| 2013 | 12.   | WM in Budapest                                | bis 63 kg      | nach einem Sieg über Katherine Vidiaux Lopez, Kuba und einer Niederlage gegen Jackeline Renteria Castillo, Kolumbien                                                   |
| 2013 | 6.    | Golden-Grand-Prix in Baku                     | bis 59 kg      | Siegerin: Julia Ratkewitsch vor Tungalagiin Mönchtujaa, Mongolei |
| 2014 | 2.    | Alexander-Medwed-Preis in Minsk               | bis 60 kg      | hinter Anastassja Huchok, Weißrussland, vor Oksana Herchel, Ukraine und Julia Alborowa, Russland                                                                       |
| 2014 | 2.    | EM in Vantaa/Finnland                         | bis 58 kg      | nach Siegen über Wiktoria Bobowa, Bulgarien und Anastassia Huchok und einer Niederlage gegen Walerija Scholobowa                                                       |

Erläuterungen
- alle Wettkämpfe im freien Stil
- WM = Weltmeisterschaft, EM =Europameisterschaft